# Mott the Hoople
Mott the Hoople – angielski zespół rockowy, zaliczany do sceny glam pierwszej połowy lat 1970. Najbardziej znany jest z utworu „All the Young Dudes”, którego autorem jest David Bowie.

## Historia
Zespół powstał w latach 1960. z połączenia dwóch innych: The Soulents (Pete Watts, Dale Griffin) i The Buddies (Mick Ralphs, Stan Tippins). W tym składzie zespół koncertował i nagrywał dema, aż zwrócił na siebie uwagę Guya Stevensa, producenta i menedżera. Stevens nie zgodził się jednak, aby wokalistą był nadal Tippins, toteż przyjęto nowego członka, Iana Huntera, znalezionego za pośrednictwem ogłoszenia, zaś Tippins zajął się organizacją koncertów.
Nazwa zespołu została zapożyczona przez Stevensa z powieści „Mott the Hoople”, którą przeczytał w więzieniu, gdzie trafił za posiadanie narkotyków. Debiutancki album, Mott the Hoople, nagrany w zaledwie tydzień, wydano w 1969. Znalazło się na nim kilka coverów, w tym „You Really Got Me” grupy The Kinks.
Kolejne albumy zbierały negatywne recenzje (Mad Shadows z 1970, Wildlife z 1971) i słabo się sprzedawały (Brain Capers z 1971). Zespół był bliski rozpadnięcia się, gdy o jego kłopotach dowiedział się David Bowie, będący od dawna fanem, oferując im swój utwór „Suffragette City”, przeznaczony na album The Rise and Fall of Ziggy Stardust and the Spiders from Mars. Oferta ta została odrzucona, ale zespół zgodził się na kolejną propozycję Bowiego i nagrał utwór „All the Young Dudes”, który miał się okazać ich największym przebojem.
W 1974 z zespołu odeszli Hunter i Ronson, zastąpili ich Ray Major i Nigel Benjamin, a nazwę skrócono do samego „Mott”. W tym składzie grupa grała do 1976, nagrywając dwa albumy, które nie odniosły sukcesu komercyjnego. Wówczas na odejście zdecydował się Benjamin. Po dalszych zmianach w składzie zespół zmienił nazwę na British Lions, wydał kolejne dwa albumy i wreszcie rozpadł się w 1980.
Zespół reaktywował się w 2009, by zagrać kilka koncertów w oryginalnym składzie (z powodów zdrowotnych z tych planów musiał zrezygnować Griffin, którego zastąpił Martin Chambers z The Pretenders). W tym samym składzie Mott the Hoople wystąpił również w 2013.

## Muzycy
- Ian Hunter – śpiew, gitara, pianino
- Mick Ralphs – gitara, wokal wspierający, keyboard
- Verden Allen – organy, wokal wspierający
- Pete Watts – gitara basowa, wokal wspierający
- Dale Griffin – perkusja, wokal wspierający

## Dyskografia
- 1969 Mott the Hoople
- 1970 Mad Shadows
- 1971 Wildlife
- 1971 Brain Capers
- 1972 All the Young Dudes
- 1973 Mott
- 1974 The Hoople
- 1974 Live
- 1975 Drive On
- 1976 Shouting and Pointing